# Citologia vegetal

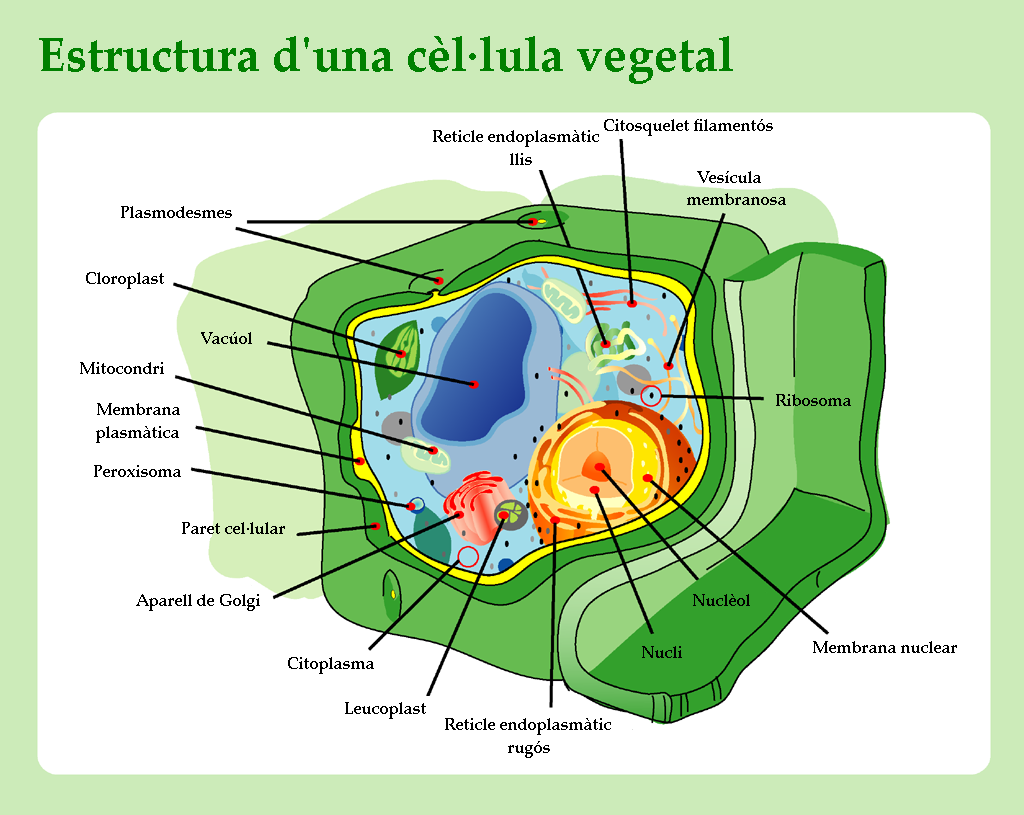
Estructura de la cèl·lula vegetal

La citologia vegetal (del grec kytos contenidor) és una disciplina acadèmica que estudia les cèl·lules vegetals, les seves propietats fisiològiques, la seva estructura, els orgànuls que contenen, les interaccions amb el medi ambient, el seu cicle biològic, la divisió i la mort.
Charles-François Brisseau de Mirbel (1776-1854) és considerat el fundador de la citologia vegetal i també de la histologia i fisiologia vegetals.
Proposà que tot teixit vegetal és modificat des del parènquima (teixit de suport). La seva contribució principal va ser descobrir que cada cèl·lula vegetal planta és continguda dins una membrana contínua.